# Power Rangers: Jungle Fury
Power Rangers: Jungle Fury is het zestiende seizoen van de Amerikaanse Tokusatsuserie Power Rangers. Het seizoen werd van 18 februari 2008 t/m 3 november 2008 uitgezonden, en is gebaseerd op de Super Sentai serie Juken Sentai Gekiranger.
De serie is uniek in het opzicht dat bijna de helft van de scripts is geschreven door schrijvers die niet zijn aangesloten bij de Writers Guild of America. Dit vanwege de staking van deze bond in 2007/2008.

## Verhaal
Vele eeuwen geleden vocht de kwade geest Dai Shi tegen de mensheid in een oorlog die tegenwoordig bekendstaat als de “beestoorlog”. Hij werd verslagen door de Orde van de Klauw, een groep kungfu-meesters die de krachten van dieren gebruikten. Ze sloten hem op in een kist en bewaakten die in de eeuwen erop.
In het jaar 2008 heeft de Orde een academie opgericht genaamd de Pai Zhuq academy. Hier leren nieuwe studenten de eeuwenoude vechtkunst van de originele leden van de Orde. Om de paar jaar worden de beste drie studenten uitgekozen om Dai Shi te bewaken. De drie meest recente uitverkorenen zijn Jarrod, Theo en Lily. Jarrod wordt vanwege zijn arrogantie echter op het laatste moment vervangen door Casey.
Door Jarrod's toedoen kan Dai Shi ontsnappen. Hij neemt bezit van Jarrod’s lichaam, en begint meteen zijn leger weer op te bouwen om verder te gaan waar hij was gestopt. Om Dai Shi te verslaan en weer op te sluiten stuurt Master Mao, die bij Dai Shi's ontsnapping dodelijk gewond raakte, Casey, Theo en Lily naar een andere meester, R.J. Hij geeft hen morphers waarmee ze de Jungle Fury Power Rangers kunnen worden.
De rangers winnen de eerste gevechten tegen Dai Shi's leger. Hierop brengt Dai Shi de drie overlords weer tot leven in de hoop dat zij hem kunnen trainen tot een sterkere krijger. Aanvankelijk doen ze dit, maar uiteindelijk verraden ze hem en nemen zelf het bevel over. Dai Shi wordt verbannen. Ondertussen ondergaan de rangers extra training bij andere leden van de Orde van de Klauw om zo nieuwe gevechtstechnieken te leren. Na in de geestwereld te zijn getraind door de geesten van drie overleden meesters, kunnen de rangers veranderen in een sterkere vorm genaamd Jungle Master Mode.
Later in de serie verandert R.J. door toedoen van een wolfmonster in een soort weerwolf. Dankzij Fran die hem leerde dat je nooit van je vrienden moet wegrennen bij problemen, maar naar ze toegaan veranderde R.J. weer naar normaal. Dan herinnert R.J. dat er in een kast een vierde morpher ligt. Hij gaat naar zijn vrienden, de rangers, gebruikt de morpher en R.J. wordt de Wolf Ranger. Niet veel later arriveert R.J.'s oude vriend Dominic in de stad, en voegt zich bij het team als de Rhino Ranger.
Dai Shi leert in het geheim de duistere vechtkunst Zocato te beheersen, terwijl de drie Overlords plannen maken om de gevreesde Phantom Beasts weer tot leven te brengen. Dai Shi neemt met zijn nieuwe kracht het bevel over zijn leger weer over. De rangers vernietigen twee van de overlords, maar kunnen niet voorkomen dat de laatste overlord drie van de Phantom Beasts weer tot leven brengt. De Phantom Beasts kiezen de kant van Dai Shi en maken hem tot hun nieuwe leider. Op zijn bevel ontvoeren ze de drie masters van de orde van de klauw, en veranderen hen in Dai Shi's eigen kwaadaardige rangers: the spirit rangers. Nadat de Rangers erin zijn geslaagd de meesters te bevrijden, sluiten de Spirit Rangers zich bij hen aan.
Later krijgen de Rangers hun Master-test waarmee ze een Pai Zhuq Meester kunnen worden, om dat te bereiken moeten zij hun meester verslaan. Het lukt ze alle drie, maar Casey komt niet door de test daar hij heeft "afgekeken" van Theo en Lily.
Jarrod probeert van Dai-Shi los te breken, wat hem bijna lukt als hij Camille redt van andere schurken van Dai Shi. Uiteindelijk weet Jarrod los te breken van Dai Shi. Dai Shi veranderd hierop in zijn ware gedaante, die hem ook nieuwe krachten geeft. Jarrod, Camille en Flit lopen over naar de goede kant en Jarrod en Camille beginnen aan hun training op de Pai Zhuq academy om later de Rangers te kunnen helpen.
Dai Shi start in de laatste aflevering de "tweede beestoorlog", waarbij hij de poort naar de geestwereld om zijn leger terug te halen. De geesten van de oude meesters van de Orde keren echter ook terug. Zo ontstaat een groots gevecht. Dai Shi zelf lijkt eerst te sterk, maar dankzij Jarrod kunnen de drie Rangers hem toch vernietigen.

## Personages

### Rangers
- Casey: de Rode Ranger. Hij was eigenlijk Master Mao’s tweede keuze om de Rode Ranger te worden, en is derhalve in het begin erg onzeker over zijn nieuwe taak. Hij beheerst de Tiger spirit.[1]
- Theo: de Blauwe Ranger. Sterk, slim en een goede vechter. Hij moet echter nog veel leren over teamwerk. Hij beheerst de Jaguar Spirit.[1]
- Lily: de Gele Ranger. Is goed in vechtsporten, en was voorheen aanvoerder van een cheerleadersquad. Beheerst de Cheetah Spirit.[1]
- R.J. : de Wolf Ranger, de Rangers' baas en nieuwe meester, tevens de eigenaar van het Jungle Karma Pizza restaurant. Hij geeft de Rangers hun krachten en banen. Hoewel hij er net zo uitziet, is hij een Kung Fu-meester en eveneens lid van de Orde van de claw. Hij beheerst de Wolf Spirit en zijn rangerkostuum is paars met zwart.[1]
- Dominic: de Rhino Ranger. Hij is een oude vriend van R.J. Zijn kostuum is grotendeels wit, met verder oranje en zwart.[1] (Deze ranger wordt niet Witte Ranger genoemd, maar hij wordt wel als Witte Ranger gezien, omdat het pak vooral wit is.)
- Spirit Rangers:Drie rangers gevormd uit de olifant, vleermuis en haai Spirits van respectievelijk Master Fan, Master Swoop en Master Finn. Ze worden telepathisch bestuurd door deze drie meesters. Aanvankelijk vochten ze aan de kant van Dai Shi. R.J. bevrijddee later de Masters uit Dai-Shi's tempel. Daardoor staan de spirit rangers nu aan de kant van de rangers.

### Bondgenoten
- Master Mao: de oude leraar van de Rangers toen ze nog op de academie zaten. Hij koos Casey, Theo en Lily uit om de nieuwe Rangers te worden. Hij werd gedood door Dai Shi, maar verschijnt nog geregeld aan de Rangers als geest om hen bij te staan. Hij keert in de finale terug uit de geestenwereld om mee te vechten tegen Dai Shi.
- Fran: een medewerkster van Jungle Karma Pizza en zij komt achter de rangers identiteiten als ze een keer naar de bovenverdieping loopt.
- Master Phant: een voormalig lid van de Orde van de Klauw, die nu een teruggetrokken bestaan leidt. Hij leerde Lily de Jungle Mace te gebruiken en de Olifantzord op te roepen. Hij wordt later in de serie ontvoerd door de Phantom Beasts, die zijn spirit veranderen in de Elephant ranger.
- Master Swoop: een blinde meester in de vleermuisgevechtskunst. Hij was voorheen RJ's mentor, en leerde Theo hoe hij zich kon focussen op 1 ding tegelijk. Tevens leerde hij hem de Jungle Fan te gebruiken, en de vleermuiszord op te roepen. Hij wordt later in de serie ontvoerd door de Phantom Beasts die zijn spirit veranderen Bat ranger.
- Master Finn: de vader van RJ, en een meester in de haaigevechtskunst. Hij wilde dat RJ de volgende haaimeester zou worden, en was aanvankelijk erg teleurgesteld dat RJ de wolfgevechtskunst verkoos. Hij leerde daarom zijn vaardigheden aan Casey. Hij wordt later in de serie ontvoerd door de Phantom Beasts die zijn spirit veranderen in de Shark ranger.
- Master Rilla: een reeds overleden meester in de Gorilla-vechtkunst. De rangers ontmoeten hem in de geestwereld, waar hij Casey zijn techniek leert. Hij keert in de finale terug uit de geestenwereld om mee te vechten tegen Dai Shi.
- Master Lope: een overleden meester in de Antilope-vechtkunst. De rangers ontmoeten hem in de geestwereld, waar hij Theo zijn techniek leert. Hij keert in de finale terug uit de geestenwereld om mee te vechten tegen Dai Shi.
- Master Guin: een reeds overleden meester in de pinquin-vechtkunst. De rangers ontmoeten haar in de geestwereld, waar ze Lily haar techniek leert. Ze keert in de finale terug uit de geestenwereld om mee te vechten tegen Dai Shi.
- Jarrod: een andere leerling van de Pai Zhuq academy, en de meester van de Zwarte Leeuw vechtkunst. Hij was Master Mao’s eerste keus om de rode ranger te worden, maar kreeg deze taak niet vanwege zijn arrogantie. Hij liet Dai Shi vrij, die Jarrod als zijn gastlichaam wou gebruiken. Later in de serie breekt Jarrod vrij van Dai Shi en ging terug naar Pai Zhuq academie om opnieuw te beginnen aan zijn training om later de Rangers te kunnen helpen.
- Camille: een vrouwelijke krijger en meester van de Kameolon-vechtkunst. Ze was eerst de rechterhand van Dai Shi maar is overgelopen maar de goede kant. Dit kwam doordat haar "vrienden" haar probeerden te vermoorden en Jarrod had haar leven vervolgens gered, waardoor ze samen met Jarrod een student werd aan de Pai Zhuq Academie. Ze kwam de rangers te hulp toen ze werden aangevallen door Dai Shi toen hij de Rangers bijna versloeg.
- Flit: een antropomorfe vlieg die dient als vrolijke noot van de serie. Hij is overgelopen naar de goede kant samen met Camille en Jarrod. Hij werkt in Pizza Parlor en doet daar goed zijn werk, ondanks hij nog een paar insectentrekjes heeft.

### Schurken
- Dai Shi: een eeuwenoude geest die ervan overtuigd is dat de mensheid moet worden uitgeroeid zodat de dieren de aarde kunnen erven. Hij heeft de krachten van de Griffioen gekregen toen Jarrod van hem losbrak. Daarna startte hij de tweede "Beast war" om de rangers te kunnen verslaan.
- Rinshi: de soldaten van Dai Shi.
- Overlords: drie demonische krijgers die ooit werden verslagen door de Orde van de Klauw. Dai Shi brengt ze weer tot leven om hem te trainen.
- Phantom Beasts: beruchte monsters die tijdens de Beestoorlog tegen zowel Dai Shi als de Orde van de Claw vochten, maar nu de kant van Dai Shi hebben gekozen.

## Zords
De Zords in Power Rangers Jungle Fury zijn allemaal geesten van dieren die door de Rangers kunnen worden opgeroepen middels speciale vechttechnieken.
- Tiger: Casey's primaire zord.
- Jaguar: Theo's primaire zord.
- Cheetah: Lily's primaire zord.
- Elephant: Lily's secundaire zord.
- Bat: Theo's secundaire zord
- Shark: Casey's secundaire zord.
- Gorilla: Casey's Jungle Master zord.
- Antelope: Theo's Jungle Master zord.
- Penguin: Lily's Jungle Master Zord.
- Steel Rhino: Dominic's persoonlijke zord.

### Megazord Formaties
- Jungle Pride Megazord: de primaire megazord van de Rangers. Zijn wapen is de Jungle Setsukon.
- Wolf Pride Megazord: 2 primaire zords (tijger en jaguar) samen met de Wolfzord van R.J.
- Jungle Master Megazord: de tweede megazord van de Rangers. Wordt gevormd uit de drie Jungle Master Zords.
- Rhino Pride Megazord: Dominics persoonlijke megazord. De Steel Rhino kan in deze megazord veranderen.

## Trivia
- Dit is het eerste Power Rangers seizoen sinds seizoen 6 (PRIS) dat de Rode Ranger geen Battlizer (en) kreeg gedurende de serie.

## Voetnoten
1. 1 2 3 4 5  JETIX - Power Rangers Jungle Fury Characters